# حقوق الصم
حقوق الصم هي مجموعة الحقوق سواء نظرية أو حقيقية الخاصة بالأشخاص الصم، ويشمل هذا الدفاع عنها هدف لتحقيق مجتمع أكثر مساواة. في الواقع، يمكن أن تقيدها قوانين أو أعراف كل بلد أو مجتمع معين.

## الحقوق وتاريخها

### الحق في قيادة السيارة

السماح بقيادة الصم في جميع أنحاء العالم أزرق: بلاد تسمح للصم بالحصول على رخصة قيادة، أحمر: بلاد تمنع، رمادي: لا معلومات متاحة

في 31 ديسمبر 1922 ، أصبحت رخصة القيادة إلزامية في جميع أنحاء فرنسا ، ولكن المعاقين والصم لم يتمكنوا من الوصول إليها. اضطرهم ذلك أن يسافروا على ظهور الخيل، بالدراجة، أو سيراً على الأقدام. حتى وقّع الوزير روبرت بورون 3 أغسطس 1959 ، المرسوم الوزاري الذي يجيز للصم إجراء اختبارات القيادة  ، والحصول على ترخيصهم. على الرغم من هذا القانون الجديد، كان الفحص الطبي صعبًا على الصم في كثير من الأحيان  : بعض الأطباء يرفضون اعتمادهم.

### الحق في الخدمة العسكرية
معظم الناس لا يريدون للصم أن يخدموا بلادهم باستثناء بعض البلدان: 
- كيث نولان، جندي أصم في الجيش الأمريكي [4] (راجع محاضرته لتيد إكس).
- في إسرائيل ، يوجد في الجيش الإسرائيلي مئات الجنود الصم.[5]

## حقوق أخرى
الحقوق الأخرى للصم التي لم يتم تحليلها هنا حتى الآن: 
- حق التصويت ؛
- الحق في المساواة أمام القانون
- الحق في شغل المناصب العامة ؛
- الحق في العمل
- الحق في المساواة في الأجر (مع الكفاءة المتساوية) في حق الأشخاص العاديين ؛
- الحق في التملك ؛
- حقوق الوالدين ؛
- الحقوق في الممارسات الدينية
- الحق في إبرام عقد ؛
- الحق في الجنسية ؛
- الحق في التعليم ؛